# Lysiphlebus fabarum
Lysiphlebus fabarum är en stekelart som först beskrevs av Marshall 1896.  Lysiphlebus fabarum ingår i släktet Lysiphlebus och familjen bracksteklar. Arten är reproducerande i Sverige. Inga underarter finns listade i Catalogue of Life.